# Deux Enfants terribles
Pour plus de détails, voir Fiche technique et Distribution.
Deux Enfants terribles (titre original : And So They Were Married) est un film américain en noir et blanc réalisé par Elliott Nugent, sorti en 1936.

## Synopsis
Lorsque le veuf Stephen Blake et Edith Farnham, une divorcée amère, se rencontrent dans une station de ski pendant les vacances de Noël, le fils de Blake et la fille de Farnham conspirent pour empêcher que la relation naissante de leurs parents ne devienne sérieuse.

## Fiche technique
- Titre français : Deux Enfants terribles
- Titre français alternatif : Deux Grands Gosses
- Titre original : And So They Were Married
- Réalisation : Elliott Nugent
- Scénario : Doris Anderson, Joseph Anthony, Sarah Addington (histoire)
- Photographie : Henry Freulich
- Montage : Gene Milford
- Musique : Howard Jackson
- Costumes : Samuel Lange
- Producteur : B. P. Schulberg
- Société de distribution : Columbia Pictures
- Pays de production : États-Unis
- Langue d'origine : anglais
- Genre : comédie romantique
- Format : Noir et blanc — 35 mm — 1,37:1 — Son : Mono (Western Electric Noiseless Recording)
- Durée : 74 min
- Dates de sortie : 
  - États-Unis : 10 mai 1936
  - France : 28 mai 1937

## Distribution
- Melvyn Douglas : Stephen Blake
- Mary Astor : Edith Farnham
- Edith Fellows : Brenda Farnham
- Jackie Moran : Tommy Blake
- Donald Meek : le gérant de l’hôtel
- Dorothy Stickney : Mlle Peabody
- Romaine Callender : M. Snirley
- Douglas Scott : Horace